# Nollie

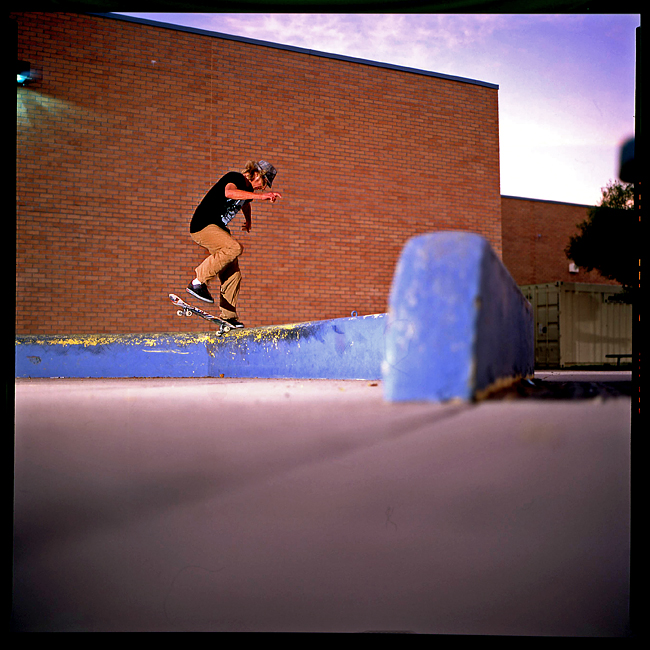
Nollie

Le nollie est une position (voir tricks) de skateboard. C'est également le nom du saut effectué dans cette position.

## Position
En skateboard, il existe deux positions de base : le « goofy » et le « regular ». Chaque skateur à sa position de prédilection, le choix étant instinctif. Un skateur regular roule avec son pied gauche au milieu de sa planche, et son pied droit à l'arrière, un goofy faisant le contraire. À partir de la position de base, il existe trois variantes possibles : le fakie, le switch, et le nollie.
Cette dernière, qui nous intéresse ici, prescrit que le skateur, à partir de sa position de base, décale ses deux pieds vers l'avant, le pied arrière passant au milieu et le pied du milieu passant à l'avant. On pourrait également dire que le skateur roulant en nollie a inversé ses pieds par rapport à sa position de prédilection et roule vers l'arrière. Ainsi, pour l'exemple, un skateur regular se trouve en nollie si son pied droit est au milieu de la planche, et son pied gauche à l'avant.
Rouler et surtout effectuer des figures en position nollie n'est pas une chose évidente, et est réservé aux skateurs avec un niveau déjà relativement avancé. Toutefois, certains tricks pouvant vous sembler plus simple d'une position (stance en anglais) à l'autre, n'hésitez pas à vous y essayer.

## Trick
Un nollie est également une figure de skateboard. C'est une variante du ollie, le saut. Il s'agit en fait d'un saut, effectué dans la position du même nom, décrite ci-dessus. Ainsi, au lieu de popper avec l'arrière de sa planche et gratter le grip avec son pied avant (ollie), le skateur tapera l'avant du skateboard sur le sol et grattera avec son pied arrière.
Le nom nollie est une forme contractée de « nose ollie », une appellation indiquant bien qu'il s'agit d'un ollie effectué avec l'avant de la planche. Le nom de la position est donc dérivé du nom du trick (et pas l'inverse).
Effectuer un nollie présente une double difficulté. Premièrement, taper le nose sur le sol peut se révéler une manœuvre périlleuse si le mouvement n'est pas assez rapide. Ensuite, il faut gratter la planche avec le pied arrière, ce qui n'est pas une évidence (on parlera parfois de mauvais pied). En effet, la pratique du skateboard commençant généralement par l'apprentissage du ollie et les figures dérivant de celui-ci, les skateurs encore débutants sont tellement habitués à gratter la planche avec le pied avant qu'effectuer le même mouvement avec l'autre jambe requiert souvent un grand effort psycho-moteur.